# История на Сърбия
Славянската прародина на сърбите, известна като Бела Сърбия или Бойка, се е намирала в Бохемия или Галиция. Сърбите или сръбските племена се заселват в средновековните сръбски земи като федерати на Византия, със съгласието на император Ираклий. Сръбските племена са живеели организирани в задруги, начело с князе, а по-после жупани, като през различни исторически периоди, този от жупаните, който се въздигал и ги е обединявал етнически, придобивал статут на велик жупан.
Първите данни за сръбски князе са от 7 век. Сред тях придобива власт и известност родът на Властимировичите, но сръбските племена въпреки че печелят някои битки срещу византийци и българи, до края на 12 век са васално или пряко владени от България или Византия.
Основател на първата средновековна сръбска държава, позната и наричана още с името Рашка, е Стефан Неманя. Той е първият сръбски владетел и основател на династията на Неманичите. Управлява в края на 12 век. При управлението на неговия син Стефан Първовенчани, на 4 януари 1217 година, Рашка получава международно признание на независима държава със статут на кралство. На 16 април (Великден) 1346 година, Стефан Душан по подобие на България, провъзгласява на основата на Рашка царство, но скоро след неговата смърт сръбските рашки земи на Никола Алтоманович стават част от Моравското княжество и Косовското деспотство, прераснали през 1402 г. в Смедеревско деспотство. В периода 1459 – 1804/1912 година някогашните рашки земи са под османско владичество.

## Борби за освобождение
През 1804 година избухва Първото сръбско въстание. Сърбите, както и останалите народи в Османската империя през 19 век, започват решителна борба за независимост. Под водачеството на избрания на народен събор „кнез“ Георги Петрович, известен с турското си прозвище Карагеорги (Караджордже), избухва бунт срещу дахиите и еничарите. С това се слага началото сръбската националноосвободителна революция. Сърбите приемат 1804 година за начало на изграждането на модерната сръбска държава. Букурещкият мирен договор от 1812 г. предвижда в своята 8-а точка автономно управление за Белградския пашалък с преобладаващо християнско и сръбско население в него. С последвалото възстановяване на турската власт в пашалъка (с нахлуването на Наполеон в Русия), и поради клаузи неприемливи или за сърби, или за турци, прилагането на договора остава само на книга. Въстанието е потушено до края на 1813 г. Турската власт в пашалъка е възстановена напълно, но в 1815 г. при благоприятна международна конюнктура, следва Второто сръбско въстание, водено от Милош Обренович. В края на 1817 г. с устно споразумение за примирие между Обренович и турският губернатор Марашли Али паша е установена автономия за Белградския пашалък. Същата година Карагеорги е удушен по заповед на провъзгласилия се за сръбски княз Милош Обренович, и така начело на Сърбия застава династията на Обреновичите, които се сменят с Караджорджевичите /потомци на Георги Петрович – Карагеорги/, и така докато страната е обявена за република през 1946 г. Столица на княжеството от 1818 до 1842 г. е Крагуевац. След Руско-турската война (1828 – 1829) с Одринския мирен договор в 1829 г., автономията на Сръбското княжество е договорно установена и международно призната, макар турските войски да остават в Белград и още няколко крепости. С хатишерифите от 1830 и 1833 г. статута на автономното княжество е окончателно регулиран от турската власт, а в периода 1831 – 1833 г. Сърбия успява да присъедини редица територии, в това число и земи в Тимошко, Парачинско и Крушевачко. През 1867 г. турските войски са изтеглени от Белградския пашалък, т.е. от Сръбското княжество. Първата сръбска конституция е приета на 15 февруари 1835 година.

## Участие в Руско-турската война (1877 – 1878)
В Руско-турската война (1877 – 1878), Сърбия за разлика от Румъния, се включва едва към края и на 1 / 13 декември 1877 г. С Берлинския конгрес Сърбия получава държавен суверенитет и независимост от Османската империя - за пръв път в дотогавашната си история, при която преди падането си под Османско владичество е била васална държава на средновековна България, Византия, Епирското деспотство или Унгария,а държавният ѝ глава е един от претендентите на българския престол. Получава и териториални придобивки в Поморавието (Нишко). В 1882 г. княжеството е въздигнато в кралство.

## Началото на XX век
В началото на 20 век България, Гърция, Сърбия и Черна гора под покровителството на Русия се съюзяват срещу Османска Турция, побеждават я в Балканската война и с установената с Лодонският мирен договор граница по „линията Мидия – Енос“ практически изхвърлят турският феодализъм от Европа. Както и при Берлинския конгрес Великите сили активно действат срещу Русия и интересите на балканските народи, правят необходимото и успяват да ги противопоставят едни на други. Гърция и Сърбия сключват таен съюз насочен против България, техните войски нарушават предвоенните споразумения окупирайки населени с българи земи, впоследствие отказват да се изтеглят в предварително договорените за тях окупационни зони. Провокиран от това осланяйки се на силата на българската армия разгромила току-що турците, цар Фердинанд, без никаква дипломатическа подготовка, заповядва с „една военна демонстрация“ сръбските и гръцките сили да бъдат изгонени от Македония и да им бъде наложено спазването на съюзните договори. Така е даден повод за крайно необходимата на Великите Сили и Турция Междусъюзническата война и макар гръцката армия да е обкръжена и изправена пред пълен разгром, а сръбските войски да са отблъснати, настъплението на Румъния чийто неутралитет е платен с отстъпването на Силистра в нейна власт и на Турски войски в нарушение на Лондонския договор срещу незащитените от българска войска територии поставя българите пред война не на два, а на четири фронта и изправя България пред катастрофа. След Междусъюзническата война Сърбия и Гърция практически си поделят българските земи в Македония и установяват обща граница помежду си. В Първата световна война сръбската армия е напълно победена от Централните сили (сред които и България), но след края ѝ те се нареждат сред печелившите като съюзници на страните от Съглашението. Антантата им отстъпва българските Западни покрайнини и обширни територии в разпадналата се вече Австро-Унгария. Сръбската кралска династия е обявена за глава на създаденото през 1918 г. Кралство на сърби, хървати и словенци преименувано в 1929 г. в кралство Югославия.

## Втора световна война
По време на Втората световна война Югославия е окупирана от Германия, В Хърватско и Черна гора се отцепват независими марионетни правителства, Македония, Вранско и Пиротско със Западните покрайнини са предадени под българска администрация, областта Косово е присъединена към Албания, която по това време е италиански протекторат, а Войводина към Унгария. Към края на войната Сърбия е освободена от немска окупация и става част от новосъздадената югославска федерация – ФНРЮ (по-късно прекръстена на СФРЮ) от шест социалистически републики. Разбирайки, че за разлика от другото несръбско славянско население във федерацията това в Македония определено има български произход и самосъзнание и опитите то да се превърне в „южни сърби“ преди войната, макар налагани с много репресии са се провалили, комунистическата власт започва да прилага една позабравена сръбска стратегия от края на 19 век, но облечена в коминтерновките директиви на Сталин от 1934 г. тези българи са обявени, че не са българи, а принадлежат на новосъчинената „македонска нация“, в 1945 г. на основата на сръбския вариант на кирилицата им е измислена и наложена чужда азбука, ползуваните дотогава българска азбука и език са заклеймени като „Фашистки“ и строго забранени, а местното българско наречие със съответното сърбизиране и деформираща обработка е обявено за „македонски език“ и по познатият в кралска Югославия начин след подобаващ физически, морален и икономически тормоз с концлагери, затвори и уволнения от работа много от тези българи и техните деца са „убедени“ да забравят своя произход.

## Сърбия в най-ново време
Изиграла ролята си в студената война, ръководена по начин явно противоречащ на интересите и достойнството на другите народи във федерацията от сръбските комунисти, които се оказват неспособни да обединят в едно тези народи, СФРЮ се разпада през 1992 година с война между живеещите в нея сърби, хървати, словенци, бошняци и албанци. До 2003 година Сърбия заедно с Черна гора съставят т.нар. Остатъчна Югославия – СРЮ преобразувана в 2003 година в Държавна общност на Сърбия и Черна гора. В 1999 г. САЩ и НАТО решени да доведат докрай споменатия разпад нападат Сърбия в подкрепа на албанските сепаратисти от Косово, откъсват областта от Сърбия и я поставят под свой протекторат. След референдум през 2006 година Черна гора се отделя и сръбско-черногорската държавна общност прекратява съществуването си. В началото на 2008 г. с покровителството на американците албанското мнозинство в Косово го обявява за независима държава, която бързо е призната от САЩ и някои техни съюзници в НАТО включително и България, но е считана за неправомерна от немалко страни в Европейския съюз, от Русия, Китай и др. и естествено от самата Сърбия. Понастоящем Сърбия е самостоятелна република в която живеят значителен брой различни малцинства включително и българско – предимно в Западните покрайнини.